# Постановка задачи
Постановка задачи — точная формулировка условий задачи с описанием входной и выходной информации.
Входная информация по задаче — данные, поступающие на вход задачи и используемые для её решения.
Выходная информация может быть представлена в виде документов, кадров на экране монитора, информации в базе данных, выходного сигнала устройству управления.
Постановка задачи разрабатывается организацией, разработчиком программной продукции, на основании технического задания совместно с заказчиком. Главный исполнитель — это разработчик.